# Индонезийские женщины
«Индонезийские женщины» (индон. Wanita Indonesia) — неправительственная политическая женская организация в Индонезии.
Организация была женским крылом Партии Великой Индонезии (индон. Partai Indonesia Raya, Parindra, не путать с Движением за великую Индонезию).

## История
Организация «Индонезийские женщины» была основана 11 сентября 1953 года и являлась женским крылом Партии Великой Индонезии. Основными принципами организации были — национализм, демократия и гуманизм.

## Деятельность
Организация проводила программу по созданию сберегательных организаций и кооперативов, чтобы помочь женщинам заняться деятельностью, приносящей доход. Организация также проводила курсы по домохозяйству для женщин.